# Адміністративний устрій Новоайдарського району
Адміністративний устрій Новоайдарського району — адміністративно-територіальний поділ Новоайдарського району Луганської області на 1 міську, 1 селищну та 16 сільських рад, які об'єднують 47 населених пунктів і підпорядковані Новоайдарській районній раді. Адміністративний центр — смт Новоайдар.

## Список радНовоайдарського району
| №  | Назва                        | Центр           | Населені пункти                                                           | Площа км² | Місце за площею | Населення (2001), осіб. | Місце за населенням |
| -- | ---------------------------- | --------------- | ------------------------------------------------------------------------- | --------- | --------------- | ----------------------- | ------------------- |
| 1  | Щастинська міська рада       | м. Щастя        | м. Щастя                                                                  |           |                 |                         |                     |
| 2  | Новоайдарська селищна рада   | смт Новоайдар   | смт Новоайдар с. Айдар-Миколаївка с. Маловенделівка                       |           |                 |                         |                     |
| 3  | Бахмутівська сільська рада   | с. Бахмутівка   | с. Бахмутівка с. Деменкове с. Дубове с. Михайлівка с. Царівка             |           |                 |                         |                     |
| 4  | Гречишкинська сільська рада  | с. Гречишкине   | с. Гречишкине с. Безгинове с. Окнине с. Путилине                          |           |                 |                         |                     |
| 5  | Денежниківська сільська рада | с. Денежникове  | с. Денежникове                                                            |           |                 |                         |                     |
| 6  | Дмитрівська сільська рада    | с. Дмитрівка    | с. Дмитрівка                                                              |           |                 |                         |                     |
| 7  | Колядівська сільська рада    | с. Колядівка    | с. Колядівка с. Вовкодаєве                                                |           |                 |                         |                     |
| 8  | Кримська сільська рада       | с. Кримське     | с. Кримське с. Причепилівка с. Сокільники                                 |           |                 |                         |                     |
| 9  | Муратівська сільська рада    | с. Муратове     | с. Муратове с. Капітанове                                                 |           |                 |                         |                     |
| 10 | Новоохтирська сільська рада  | с. Новоохтирка  | с. Новоохтирка с. Попасне с. Степний Яр                                   |           |                 |                         |                     |
| 11 | Олексіївська сільська рада   | с. Олексіївка   | с. Олексіївка с. Михайлюки                                                |           |                 |                         |                     |
| 12 | Побєдівська сільська рада    | с-ще Побєда     | с-ще Побєда с. Чистопілля                                                 |           |                 |                         |                     |
| 13 | Райгородська сільська рада   | с. Райгородка   | с. Райгородка                                                             |           |                 |                         |                     |
| 14 | Смолянинівська сільська рада | с. Смолянинове  | с. Смолянинове                                                            |           |                 |                         |                     |
| 15 | Співаківська сільська рада   | с. Співаківка   | с. Співаківка                                                             |           |                 |                         |                     |
| 16 | Трьохізбенська сільська рада | с. Трьохізбенка | с. Трьохізбенка с. Кряківка с. Лобачеве с. Лопаскине с. Оріхове-Донецьке  |           |                 |                         |                     |
| 17 | Чабанівська сільська рада    | с. Чабанівка    | с. Чабанівка с. Гаврилівка с. Нижній Суходіл с. Олександрівка с. Пурдівка |           |                 |                         |                     |
| 18 | Штормівська сільська рада    | с. Штормове     | с. Штормове с. Ковпаки с. Переможне с. Петренкове с. Трудове              |           |                 |                         |                     |

* Примітки: м. — місто, смт — селище міського типу, с. — село, с-ще — селище

### Об'єднані громади
| № | Назва         | Центр         | Населені пункти | Площа, км² | Населення (2015) |
| - | ------------- | ------------- | --- | ---------- | ---------------- |
| А | Новоайдарська | смт Новоайдар | смт Новоайдар село Айдар-Миколаївка село Бахмутівка село Безгинове село Гречишкине село Деменкове село Денежникове село Дубове село Капітанове село Ковпаки село Маловенделівка село Михайлівка село Муратове село Новоохтирка село Окнине село Переможне село Петренкове село Попасне село Путилине село Співаківка село Степний Яр село Трудове село Царівка село Чистопілля село Штормове с-ще Побєда |            | 16961            |